# Моят личен Айдахо
„Моят личен Айдахо“ (на английски: My Own Private Idaho) е американска драма от 1991 година на режисьора Гас Ван Сант.

## Сюжет
Внимание:  Текстът по-долу разкрива сюжета на произведението (или части от него)!
Майк и Скот, две млади, красиви момчета от Портланд, които се занимават с мъжка проституция, тръгват да търсят майката на Майк. Пътуването ги отвежда до родния щат на Майкъл – Айдахо, след това героите се озовават в Италия и след това се връщат в Портланд...

## Актьорски състав
| Актьор          | Роля                                              |
| --------------- | ------------------------------------------------- |
| Ривър Финикс    | Майкъл „Майк“ Уотърс – млад мъж проститут         |
| Киану Рийвс     | Скот Фейвър – млад мъж проститут, приятел на Майк |
| Уилям Ричърт    | Боб Пиджън                                        |
| Джеймс Русо     | Ричард Уотърс – братът на Майк                    |
| Вана О'Брайън   | Шарън Уотърс – майката на Майк                    |
| Родни Харви     | Гари                                              |
| Киара Касели    | Кармела                                           |
| Майкъл Паркър   | Копач                                             |
| Джеси Томас     | Денис                                             |
| Грейс Забриски  | Алена                                             |
| Майкъл Балзари  | Бъд                                               |
| Том Труп        | кмета Джак Фейвър – бащата на Скот                |
| Удо Киер        | Ханс                                              |
| Уейд Еванс      | Уейд                                              |
| Джеймс Кавийзъл | служител на авиокомпания                          |